# Вакцинація проти COVID-19 у Непалі
Вакцинація проти COVID-19 у Непалі — це кампанія масової імунізації населення Непалу проти COVID-19 під час пандемії коронавірусної хвороби. Вакцинальна кампанія в країні розпочалась 21 січня 2021 року. Перший мільйон доз вакцини AstraZeneca Непал отримав як грант від Індії, тоді як 2 мільйони доз від Інституту сироватки крові Індії Непал закупив за власні кошти, та став однією із перших країн, які отримали вакцину проти COVID-19. Перший мільйон доз вакцини надійшов 21 лютого 2021 року. У березні рішення Індії заборонити експорт вакцин створило невизначеність щодо можливості Непалу продовжувати вакцинацію. До квітня Інститут сироватки крові Індії доставив лише половину з 2 мільйонів доз, за які Непал заплатив повністю. Представник міністерства закордонних справ Індії засудив ідею заборони на експорт, і сказав: «Ми будемо експортувати вакцини з урахуванням внутрішнього попиту». До кінця липня в Непалі все ще було невідомо, коли Інститут сироватки крові Індії поставить закуплені вакцини, хоча прем'єр-міністр Нарендра Моді заявив, що Індія «незабаром відновить постачання вакцин».
15 лютого 2021 року Непал схвалив китайську вакцину Sinopharm BIBP для екстреного застосування. Перша партія вакцини прибула до Непалу 29 березня 2021 року. До липня Китай надав 1,8 мільйона доз вакцини Sinopharm BIBP у рамках грантової допомоги та зобов'язався надати ще 1,6 мільйона доз. Окремо уряд закупив 4 мільйони доз цієї вакцини в червні, постачання яких очікувалося за кілька днів, і мав намір придбати ще 6 мільйонів доз у липні.
У липні 2021 року надійшли близько 1,52 мільйона доз однодозової вакцини Janssen (Johnson & Johnson) як допомога із США. Також посол США Беррі запевнив, що США визначили пріоритетність додаткової допомоги з вакцинами для Непалу, усвідомлюючи її потребу. 25 жовтня 2021 року Непал отримав 100620 доз вакцини Pfizer-BioNtech проти COVID-19, наданих США через COVAX.
Непал має намір отримати 1,6 мільйона доз одноразової вакцини Oxford—AstraZeneca як допомогу від Японії. Також Непал запросив додаткові дози вакцини в Бутану, пропозиція ще розглядалася.

## Перебіг вакцинації
На час початку вакцинальної кампанії хвороба забрала 2017 життів і спричинила 270092 інфікувань по всій країні. Кампанія розпочалась із 1 мільйона початкових доз доз вакцини Oxford-Astrazeneca. До списку пріоритетних груп для вакцинації були внесені близько 430 тисяч працівників, які безпосередньо займалися боротьбою з поширенням хвороби — медичні працівники, допоміжний персонал медичних закладів, жінки-волонтери служби охорони здоров'я, співробітники служби безпеки, санітарні працівники; а також особи похилого віку, які живуть у будинках догляду, та ув'язнені. Після завершення першого раунду першого етапу вакцинації уряд заявив, що будуть проводитися щеплення журналістів та дипломатичного персоналу. Коли 5 березня уряд оголосив про завершення першого етапу вакцинації, першу дозу вакцини отримали 438 тисяч осіб.
У день початку другого етапу вакцинації до Непалу прибули 348 тисяч доз «Ковішелд» за підтримки ініціативи Всесвітньої організації охорони здоров'я COVAX. Уряд заявив, що всі громадяни старші 65 років будуть щеплені. Реакція громадськості була досить обнадійливою. На другому етапі по всій країні було щеплено близько 1,3 мільйона осіб.
Непал став першою країною в Азійсько-Тихоокеанському регіоні, яка надала вакцини біженцям. Вакцинацію біженців розпочато в березні 2021 року.

## Використання вакцин
У Непалі урядом схвалено для екстреного використання наступні вакцини:
| Вакцин             | Країна-виробник                      | Схвалення | Застосування | Статус вакцинації | Статус вакцинації    |
| Вакцин             | Країна-виробник                      | Схвалення | Застосування | Перша доза        | Повністю вакциновані |
| ------------------ | ------------------------------------ | --------- | ------------ | ----------------- | -------------------- |
| Oxford–AstraZeneca | - Індія (Ковішелд) - Японія - Швеція | Так       | Так          | 1868425           | 724992               |
| Janssen            | США                                  | Так       | Так          |                   | 1262918              |
| Sinopharm BIBP     | Китай                                | Так       | Так          | 2574537           | 738324               |
| Pfizer–BioNTech    | США                                  | Так       | Так          |                   |                      |
| Moderna            | США                                  | Так       | Так          |                   |                      |
| Коваксин           | Індія                                | Так       | Ні           |                   |                      |
| Спутник V          | Росія                                | Так       | Ні           |                   |                      |
| Коронавак          | Китай                                | Так       | Ні           |                   |                      |